# Lisowe (obwód winnicki)
Lisowe  (ukr. Лісове; pol. hist. Berlińce Lasowe) – wieś na Ukrainie, w obwodzie winnickim, w rejonie żmeryńskim, nad Ladową, dopływem Dniestru.
Znajduje tu się przystanek kolejowy Lisowe, położony na linii Żmerynka – Mohylów Podolski.

## Historia
W XIX i w początkach XX w. położone były w Rosji, w guberni podolskiej, w powiecie mohylowskim. Po I wojnie światowej w Związku Sowieckim. Od 1991 na niepodległej Ukrainie. Do 2020 w rejonie barskim.

### Pałac
We wsi znajdował się dwukondygnacyjny pałac wybudowany w XIX wieku w stylu neogotyckim na bazie zameczku obronnego, stanowiącego jego część środkową.